# لياندرو فييرا (لاعب كرة قدم)
لياندرو فييرا (بالبرتغالية: Leandro Vieira‏) (3 أبريل 1979 في سانت أندري في البرازيل – )؛ هو لاعب كرة قدم سابق كان يلعب كلاعب وسط.

## وصلات خارجية
- لياندرو فييرا على موقع رابطة كرة القدم اليابانية للمحترفين (اليابانية)
- لياندرو فييرا على موقع قاعدة بيانات كرة القدم.إي يو (الإنجليزية)
- لياندرو فييرا على موقع Soccerway.com (الإنجليزية)
- لياندرو فييرا على موقع عالم كرة القدم.نت (الإنجليزية)